# باشگاه فوتبال ماریوپول
باشگاه فوتبال ماریوپول (اوکراینی: Футбольний клуб «Маріуполь») یک باشگاه فوتبال در شهر ماریوپول اوکراین است. این باشگاه در لیگ برتر فوتبال اوکراین بازی می‌کند. این باشگاه در سال ۱۹۶۰ تأسیس شده‌است.